# Presbyteriáni

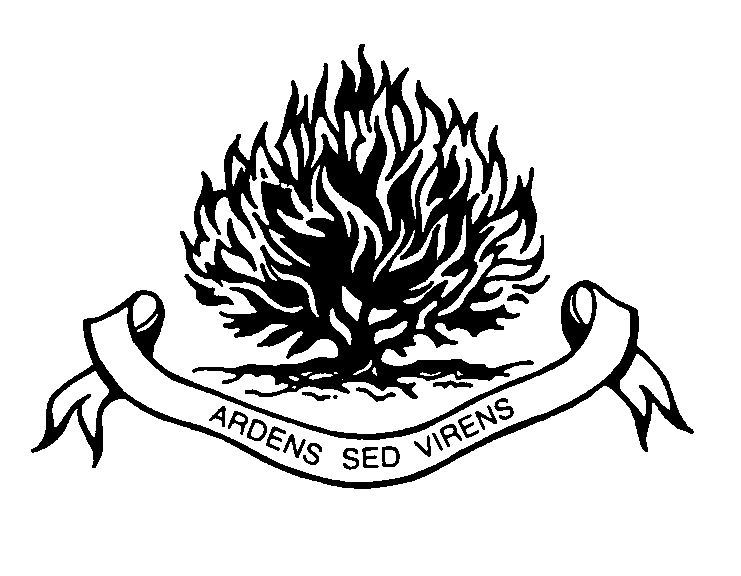
Hořící keř je symbolem mnohých presbyterních církví

Presbyteriáni (z řec. presbyter, starší) jsou členové reformovaných církví s presbyterním zřízením v anglicky mluvících zemích. Jejich církve nemají biskupy a chápou se jako sdružení místních sborů, vedených staršími (staršovstvo). Obdobou na evropském kontinentě i jinde jsou reformované (kalvinistické) církve. Presbyterní zřízení s oblastními (seniorátními) konventy a výbory a ústřední synodou a synodní radou má například Českobratrská církev evangelická.

## Presbyterní zřízení
Presbyterní zřízení na rozdíl od episkopálního (z řec. episkopos, dozorce, biskup) nemá biskupy a církev na různých úrovních vedou obvykle volené rady starších (staršovstva). Staršovstva čili presbyteráty mohou být místní, oblastní nebo ústřední, které se někdy nazývají synody. Členem místního staršovstva je vždy také farář či kazatel, v oblastních staršovstvech a synodách jsou si laici a kazatelé rovni.
Jinou demokratickou formou církevního zřízení je zřízení kongregační, kde je každá místní obec zcela samostatná a žádné vyšší orgány nemá.

## Učení
Presbyterní církve jsou většinou kalvinistické, zdůrazňují autoritu Bible, svrchovanost Boží a spásu skrze Ježíše Krista. Slavení Večeře Páně pokládají za připomínku a bohoslužby se soustřeďují na kázání a čtení. Bohoslužby i kostely bývají spíše strohé, výjimku tvoří bohatá hudba a zpěv. Mezi jednotlivými presbyterními církvemi jsou dnes značné rozdíly, od sborů a církví fundamentalistických až po velmi liberální. Ve většině z nich se křtí malé děti, v některých je povolena ordinace žen a některé žehnají i homosexuálním partnerstvím.

## Historie

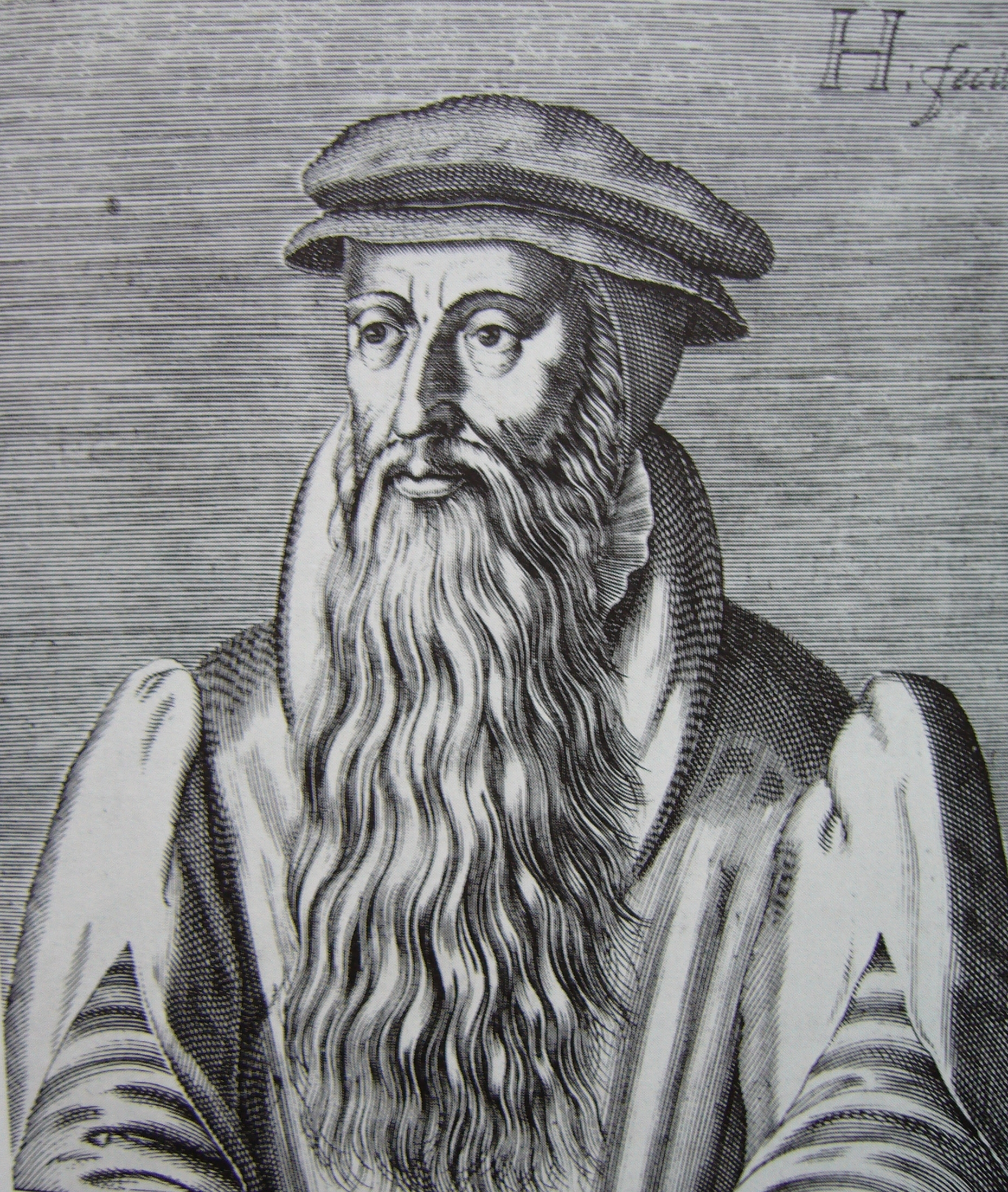
John Knox

Presbyterní zřízení zavedl ženevský reformátor Jan Kalvín (1509–1564), a to na základě řady míst Nového zákona, kde se mluví pouze o „starších“. Do Skotska je přinesli kazatelé John Knox (1514–1572) a Andrew Melville (1545–1622). V anglikánské církvi se jejich přívrženci nazývali puritáni a kolem roku 1600 se rozdělili na presbyteriány a kongregacionalisty. Obojí byli pronásledováni, mnozí se vystěhovali do Ameriky a do Holandska. Obojí také bojovali na straně Olivera Cromwella v anglické revoluci a po obnovení království byli potlačeni. Ze Skotska a z Anglie se hnutí rozšířilo i do dalších zemí, zejména do USA, kde je Presbyterní církev (USA) jednou z početných protestantských církví. Presbyterní církve jsou sdruženy ve Světovém společenství reformovaných církví (vzniklo sloučením Světové aliance reformovaných církví s Reformovanou ekumenickou radou), mnohé z nich jsou také členy Světové rady církví.